# Hohenstaufen Anna nikaiai császárné
Hohenstaufen Anna (1229/1230/33/34 – Valencia, 1307. április), születési neve: Konstancia, németül: Konstanze von Staufen, spanyolul: Constanza de Hohenstaufen, olaszul: Costanza (Anna) di Staufen, katalánul: Constança Anna d'Hohenstaufen, görögül: Άννα-Κωνσταντία του Χοχενστάουφεν, nikaiai (bizánci) császárné. A Hohenstaufen-házból származott, Manfréd szicíliai király édestestvére.

## Élete

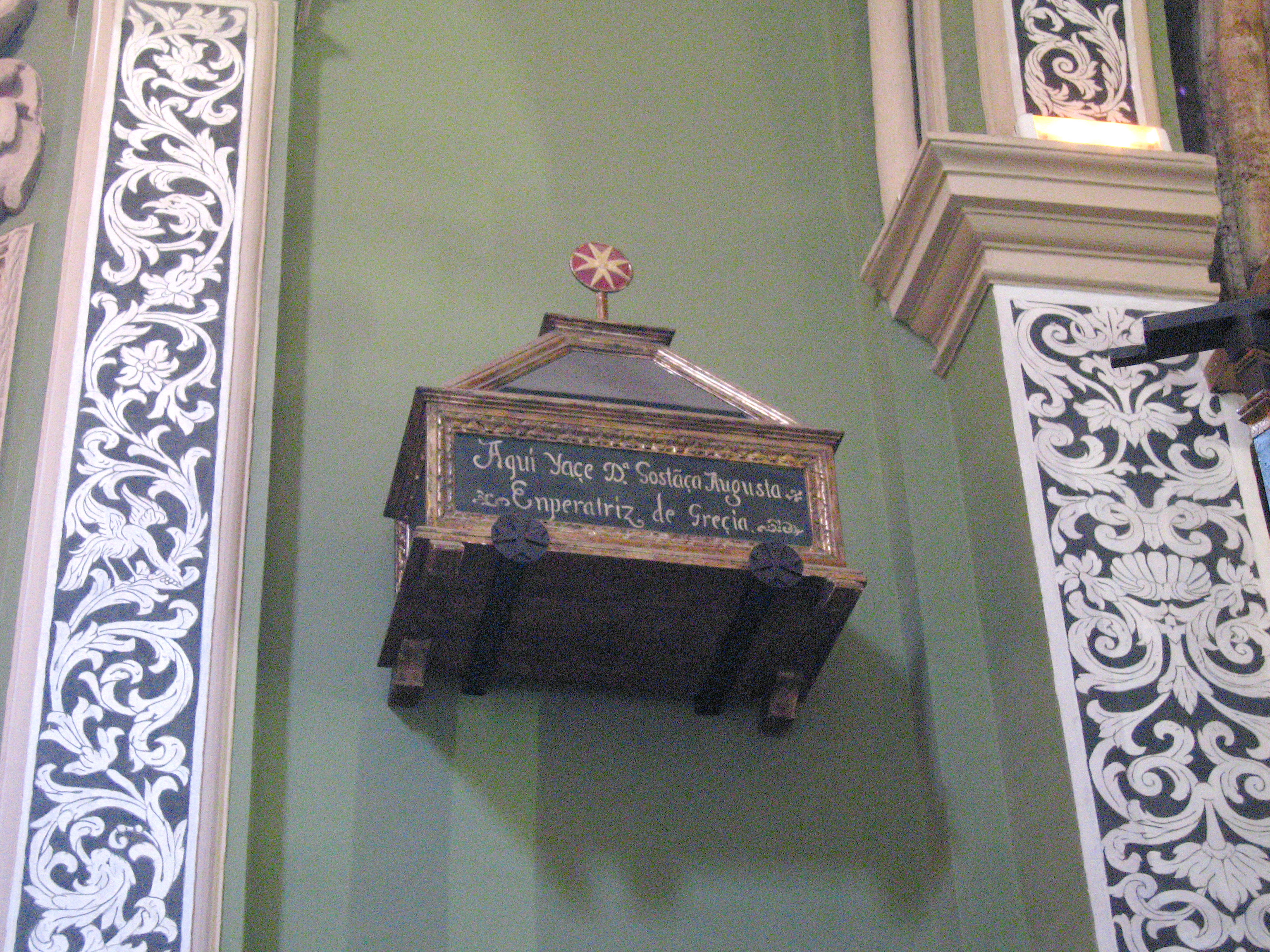
Anna császárné síremléke a valenciai Szent János templom Szent Borbála kápolnájában

II. (Hohenstaufen) Frigyes német-római császárnak Bianca Lancia buscai őrgrófnővel folytatott házasságon kívüli viszonyából származó lánya. Egy édestestvére született, Manfréd szicíliai király.
1244 májusában vagy júniusában feleségül ment III. (Vatatzész) Ióannész nikaiai (bizánci) császárhoz, ahol ortodox hitre tért, és felvette az Anna nevet, de gyermekei nem születtek. Férje halála után a mostohafia, az új nikaiai (bizánci) császár, II. (Vatatzész) Theodórosz fogságban tartotta. 1261 után VIII. Mikhaél bizánci császár feleségül kérte, de a konstantinápolyi pátriárka nem járult hozzá, hogy a császár házasságát ezért felbontsa. Ezután visszatért hazájába, a Szicíliai Királyságba, és testvére, Manfréd szicíliai király udvarában élt özvegyen. 1266-ban miután a bátyja elesett a franciákkal vívott csatában, és Szicília francia fennhatóság alá került, unokahúgának, Hohenstaufen Konstancia aragóniai trónörökösnének a családjához menekült Aragóniába. Miután unokahúga férje, III. Péter aragóniai király 1276-ban trónra lépett, az özvegy császárné erősen felkarolta a Szicíliai Királyság francia uralom alóli felszabadításának ötletét, és erről meggyőzte egykori kérőjét, VIII. Mikhaél bizánci császárt is, és 1282-ben a szicíliai vecsernye következtében az összefogás eredményeképpen Szicília szigete felszabadult a francia megszállás alól, és önálló királysággá vált. Anna-Konstancia özvegy császárné apácaként élt élete hátralevő részében Valenciában, itt is halt meg 1307 áprilisában, földi maradványai a Szent János templomban nyugszanak.